# دبليو دبليو إف راسلمنيا (لعبة فيديو 1989)
دبليو دبليو إف راسلمنيا (بالإنجليزية: WWF WrestleMania)‏ ، هي أول لعبة فيديو مصارعة الحرة التي أنتجها شركة رير البريطانية ونشرها شركة أكليم الأمريكية، صدرت في السوق الأمريكي في شهر يناير سنة 1989م، وتعمل حصراً لنظام نينتندو إنترتينمنت سيستم.

## مصدر
1. ↑  "The Making of Wrestle Jam: The Wrestler's Unsung Hero". Kotaku. 24 فبراير 2009. مؤرشف من الأصل في 2018-06-30. اطلع عليه بتاريخ 2009-02-25.

## وصلات خارجية
- WWF Wrestlemania (NES) at GameSpot
- WWF WrestleMania at GameFAQs
- WWF WrestleMania على موبي غيمز